# 牛姓
牛姓為中文姓氏之一，在《百家姓》中排名第310位。

## 历史发展
得姓始祖

宋国公族牛父，宋武公时期担任司寇，因长狄入侵宋国，牛父率兵抵御长狄，战死，其子孙便以王父字为氏，称为牛氏。

## 延伸阅读
[在维基数据编辑]
 《百家姓》
 《欽定古今圖書集成·明倫彙編·氏族典·牛姓部》，出自陈梦雷《古今圖書集成》

1. ↑  张澍.  第一版. 岳麓书社. 1992-01. ISBN 9787805203218.